# Jack Gregory
John Arthur „Jack” Gregory (ur. 22 czerwca 1923 w Sea Mills, dzielnicy Bristolu, zm. 15 grudnia 2003 w Bristolu) – angielski lekkoatleta (sprinter) i rugbysta, wicemistrz olimpijski z 1948.
Na igrzyskach olimpijskich w 1948 w Londynie zdobył srebrny medal w sztafecie 4 × 100 metrów (sztafeta brytyjska biegła w składzie: John Archer, Gregory, Alastair McCorquodale i Kenneth Jones).
Zajął 4. miejsce w 4 × 100 metrów (w składzie: Jones, Alan Grieve, Brian Shenton i Austin Pinnington) na mistrzostwach Europy w 1950 w Brukseli, a w biegu na 200 metrów odpadł w eliminacjach. Również 4. miejsce w sztafecie 4 × 100 metrów (w składzie: Emmanuel McDonald Bailey, William Jack, Gregory i Shenton) na igrzyskach olimpijskich w 1952 w Helsinkach.
Był wielokrotnym rekordzistą Wielkiej Brytanii w sztafecie 4 × 100 metrów do wyniku 40,6 s, osiągniętego 27 lipca 1952 w Helsinkach.
Był również znanym zawodnikiem rugby union, a także rugby league. Wystąpił raz w reprezentacji Anglii w 1949 w Pucharze Pięciu Narodów przeciw reprezentacji Walii, w której grał jego kolega ze sztafety Kenneth Jones (zwyciężyła Walia).